# Гайнетдинова, Гульшат Иршатовна
Гульшат Иршатовна Гайнетдинова (урождённая Фазлитдинова; род. 28 августа 1992, Белорецк, Башкортостан, Россия) — российская легкоатлетка, специализирующаяся в кроссе и беге на длинные дистанции. Трёхкратная чемпионка России. Чемпионка Европы среди молодёжи (2013). Мастер спорта России международного класса.

## Биография
Воспитанница заслуженных тренеров России Евгения и Татьяны Сенченко. Стремительный взлёт Гульшат начался ещё в 16 лет, когда на молодёжном первенстве страны она установила новый рекорд России среди девушек (до 18 лет) на дистанции 5000 метров — 16.01,31.
Являясь безоговорочным лидером в стране в своём возрасте, Гульшат регулярно представляла Россию на крупных международных соревнованиях. В 2009 году она стала серебряным призёром на чемпионате Европы по кроссу среди юниоров, в 2010-м стала 16-й на юниорском чемпионате мира по кроссу и лучшей среди спортсменок неафриканского происхождения. В это время её специализацией на дорожке стадиона был бег на 3000 и 5000 метров. В обеих дисциплинах она выступала на чемпионате мира среди юниоров 2010 года, но без особого успеха.
Через год Гульшат попробовала свои силы в беге на 3000 метров с препятствиями, где завоевала «серебро» юниорского чемпионата Европы с рекордом России среди спортсменок не старше 20 лет — 9.56,98. Эксперименты со специализацией продолжились и в следующем сезоне, когда она перешла на дистанцию 10 000 метров.
В 2013 году в 20 лет выиграла два титула чемпионки страны (в кроссе на 6 км и беге на 10 000 м). Победа на чемпионате России по бегу на 10 000 м была одержана с новым национальным рекордом среди молодёжи (до 23 лет) — 32.01,83. Этот триумф позволил Гульшат отобраться на чемпионат мира в Москве. Однако прежде она одержала безоговорочную победу на молодёжном первенстве Европы в Тампере, опередив соперниц более чем на минуту. На домашнем чемпионате мира ей не удалось приблизиться к своему личному рекорду, которому она проиграла около полутора минут и заняла 17-е место (33.31,49).
В декабре 2014 года стала бронзовым призёром молодёжного чемпионата Европы по кроссу.
В 2015 году на командном чемпионате России в Сочи финишировала первой на дистанции 5000 метров с личным рекордом 15.18,88.
Завоевала серебряную медаль в беге на 10 000 метров на летней Универсиаде в южнокорейском Кванджу, уступив только соотечественнице Алле Кулятиной.
На чемпионате мира 2015 года закончила выступления после предварительных забегов на 5000 метров с 17-м результатом (15.48,44).
С осени 2017 года выступает под фамилией Гайнетдинова.
Младшая сестра Гульшат, Зульфира, также занимается лёгкой атлетикой и тренируется у супругов Сенченко.

### Положительная допинг-проба на мельдоний
В марте 2016 года Фазлитдинова оказалась замешанной в разбирательство в связи с положительной допинг-пробой на мельдоний, взятой на чемпионате России в помещении. Данное вещество было запрещено Всемирным антидопинговым агентством с 1 января 2016 года. Однако после проведённых дополнительных исследований организация приняла поправки относительно допустимых сроков и концентраций мельдония в организме, благодаря которым уже в апреле с Гульшат были сняты обвинения в нарушении антидопинговых правил.

## Основные результаты
| Год  | Турнир                                    | Место проведения      | Дисциплина     | Место       | Результат |
| ---- | ----------------------------------------- | --------------------- | -------------- | ----------- | --------- |
| 2009 | Чемпионат Европы по кроссу среди юниоров  | Дублин, Ирландия      | кросс 4,039 км | 2-е         | 14.12     |
| 2010 | Чемпионат мира по кроссу среди юниоров    | Быдгощ, Польша        | кросс 6 км     | 16-е        | 19.51     |
| 2010 | Чемпионат мира среди юниоров              | Монктон, Канада       | 3000 м         | 15-е        | 9.25,32   |
| 2010 | Чемпионат мира среди юниоров              | Монктон, Канада       | 5000 м         | 12-е        | 16.27,69  |
| 2010 | Чемпионат Европы по кроссу среди юниоров  | Албуфейра, Португалия | кросс 4 км     | 4-е         | 13.03     |
| 2011 | Чемпионат Европы среди юниоров            | Таллин, Эстония       | 3000 м с/п     | 2-е         | 9.56,98   |
| 2011 | Чемпионат Европы по кроссу среди юниоров  | Веленье, Словения     | кросс 4 км     | 4-е         | 13.24     |
| 2012 | Командный чемпионат России                | Сочи, Россия          | 5000 м         | 6-е         | 15.43,58  |
| 2012 | Чемпионат Европы по кроссу среди молодёжи | Будапешт, Венгрия     | кросс 6,03 км  | 4-е         | 20.52     |
| 2013 | Чемпионат России по кроссу                | Жуковский, Россия     | кросс 6 км     | 1-е         | 20.13     |
| 2013 | Чемпионат России по бегу на 10 000 м      | Москва, Россия        | 10 000 м       | 1-е         | 32.01,83  |
| 2013 | Чемпионат Европы среди молодёжи           | Тампере, Финляндия    | 10 000 м       | 1-е         | 32.53,93  |
| 2013 | Чемпионат мира                            | Москва, Россия        | 10 000 м       | 17-е        | 33.31,49  |
| 2013 | Чемпионат Европы по кроссу среди молодёжи | Белград, Сербия       | кросс 6 км     | 10-е        | 20.37     |
| 2014 | Чемпионат России в помещении              | Москва, Россия        | 3000 м         | 4-е         | 9.11,01   |
| 2014 | Чемпионат России по кроссу                | Жуковский, Россия     | кросс 6 км     | 2-е         | 20.01     |
| 2014 | Чемпионат России                          | Казань, Россия        | 5000 м         | 3-е         | 15.32,15  |
| 2014 | Чемпионат Европы по кроссу среди молодёжи | Самоков, Болгария     | кросс 6,085 км | 3-е         | 22.28     |
| 2015 | Чемпионат России по кроссу                | Жуковский, Россия     | кросс 6 км     | 1-е         | 19.45     |
| 2015 | Командный чемпионат России                | Сочи, Россия          | 5000 м         | 1-е         | 15.18,88  |
| 2015 | Командный чемпионат Европы                | Чебоксары, Россия     | 5000 м         | 4-е         | 15.57,50  |
| 2015 | Универсиада                               | Кванджу, Южная Корея  | 10 000 м       | 2-е         | 32.55,35  |
| 2015 | Чемпионат России                          | Чебоксары, Россия     | 5000 м         | 2-е         | 16.01,26  |
| 2015 | Чемпионат мира                            | Пекин, Китай          | 5000 м         | 17-е (заб.) | 15.48,44  |
| 2016 | Чемпионат России                          | Чебоксары, Россия     | 5000 м         | 2-е         | 15.50,93  |
| 2016 | Чемпионат России по кроссу                | Оренбург, Россия      | кросс 6 км     | 2-е         | 22.08     |
| 2017 | Чемпионат России по кроссу                | Оренбург, Россия      | кросс 5 км     | 3-е         | 17.49     |